# اسون وام
اِسون وام (نروژی: Svend Wam؛ ۵ مه ۱۹۴۶ – ۷ مه ۲۰۱۷) یک هنرپیشه، کارگردان فیلم، تهیه‌کننده فیلم، تدوین‌گر، و فیلم‌نامه‌نویس اهل نروژ بود.
از فیلم‌ها یا مجموعه‌های تلویزیونی که وی در آن‌ها نقش داشته‌است می‌توان به هتل سنت پائولی اشاره نمود.